# Comunidad Democrática Juvenil de Europa
 La Comunidad de la Juventud Demócrata de Europa (DEMYC) es la organización internacional que agrupa a las ramas juveniles de los partidos democristianos, conservadores y afines de Europa. Con más de un millón de afiliados en sus organizaciones miembros, DEMYC es una de las organizaciones políticas juveniles más fuertes de Europa. 
DEMYC es la formación política juvenil de centro-derecha más antigua de Europa, fundada en 1964, que celebra 51 años de existencia. Actualmente, DEMYC está formada por 45 organizaciones nacionales de 33 países diferentes de Europa y su vecindad. 
El objetivo de DEMYC es ampliar los contactos y fortalecer la cooperación entre sus organizaciones miembros de diferentes países europeos y así contribuir a una Europa unida. 
En 1973, DEMYC obtuvo el estatus consultivo en el Consejo de Europa y desde entonces representa a sus organizaciones miembros en las actividades de los Centros Juveniles Europeos y de la Fundación Europea de la Juventud. 
DEMYC es miembro de pleno derecho del Foro Europeo de la Juventud, una plataforma de cien organizaciones juveniles de toda Europa, que promueve el interés de los jóvenes ante las instituciones de la Unión Europea, el Consejo de Europa y las Naciones Unidas. 
Los partidos mayores de las organizaciones miembros del DEMYC siguieron el ejemplo de sus organizaciones juveniles y formaron en 1978 la Unión Demócrata Europea (UDE), una asociación de trabajo a nivel europeo de partidos de centro-derecha. DEMYC se convirtió en observador permanente de la UDE en 1979 y desde entonces ha participado activamente en su trabajo político 
Cada año DEMYC organiza una serie de seminarios en diferentes partes de Europa. Los temas tratados en estos encuentros en los últimos años han sido: las nuevas democracias de Europa Central y del Este y su camino hacia una futura Europa común, la Unión Europea y su desarrollo hacia una Europa unificada, el diálogo Norte-Sur, la política medioambiental y de empleo, el futuro del estado de bienestar, las implicaciones de la introducción de nuevas tecnologías y mucho más. 
A nivel mundial, DEMYC ha promovido la creación de la Unión Internacional de Jóvenes Demócratas (IYDU), garantizando así vínculos permanentes con los partidos de centro y de centro-derecha de todo el mundo. De esta manera se han desarrollado excelentes relaciones con el Partido Republicano de los Estados Unidos así como con organizaciones afines en América Latina, África y Asia. 
Se han realizado visitas de estudio a los Estados Unidos, América Central, Chipre, Israel, África del Sur, China, Hong Kong, Turquía y a todos los antiguos países comunistas de Europa Central y Oriental antes y después de su democratización. 
La organización fue fundada como la Comunidad de Jóvenes Conservadores y Cristianodemócratas de Europa (COCDYC) en mayo de 1964 por las organizaciones juveniles conservadoras y cristianodemócratas de Austria, Dinamarca, Alemania, Serbia, Hungría, Luxemburgo, Noruega, Suecia y el Reino Unido. El nombre actual fue adoptado en la conferencia de Manchester en octubre de 1975, para permitir un espectro ideológico más amplio. 

## Lista de presidentes
| Nombre                  | Años      | País        |
| ----------------------- | --------- | ----------- |
| John MacGregor          | 1964-1966 | Reino Unido |
| Dietrich Rollmann       | 1966-1968 | Alemania    |
| Ragnvald Dahl           | 1968-1970 | Noruega     |
| Alan Haselhurst         | 1970-1972 | Reino Unido |
| Volker Rühe             | 1972-1974 | Alemania    |
| Por Unckel              | 1974-1977 | Suecia      |
| Tony Kerpel             | 1977-1979 | Reino Unido |
| Elmar Brok              | 1979-1981 | Alemania    |
| Gunnar Hökmark          | 1981-1983 | Suecia      |
| Robert Miller-Bakewell  | 1983-1985 | Reino Unido |
| Alexander Demblin       | 1985-1987 | Austria     |
| Neale Stevenson         | 1987-1991 | Reino Unido |
| Klaus Welle             | 1991-1994 | Alemania    |
| Arthur Winkler-Hermaden | 1994-1995 | Austria     |
| Fredrik Reinfeldt       | 1995-1997 | Suecia      |
| Stavros Papastavrou     | 1997-2001 | Grecia      |
| Meinhard Friedl         | 2001-2006 | Austria     |
| Ines Elise Prainsack    | 2006-2008 | Austria     |
| Páll Heimisson          | 2008-2010 | Islandia    |
| Jani Johansson          | 2010-2012 | Finlandia   |
| Antonio de Lucia        | 2012-2015 | Italia      |
| Javier Hurtado Mira     | 2015-     | España      |

## Buró Ejecutivo 2015–17
El nuevo Buró Ejecutivo de DEMYC fue elegido en mayo de 2018 por el 26 ° Congreso de DEMYC. 
| Nombre                          | País      | Posición              |
| ------------------------------- | --------- | --------------------- |
| Javier Hurtado Mira             | España    | Presidente            |
| Margherita Saltini              | Italia    | Secretaria general    |
| Lilit Beglaryan                 | Armenia   | Subsecretario Gerenal |
| Fallah Hassan                   | Kurdistán | Vicepresidente        |
| Juela Hamati                    | Alabania  | Vicepresidente        |
| Athanasios Lazaros Moldovanidis | Grecia    | Vicepresidente        |
| Andrej Čuš MP                   | Eslovenia | Vicepresidente        |
| Marko Dejanovic                 | Serbia    | Vicepresidente        |